# بلاك ميتال سمفوني
البلاك ميتال السمفونى هو أحد الأنواع الفرعية لموسيقى البلاك ميتال ظهر في منتصف التسعينات. يُعرف هذا النوع باحتوائه على عناصر سمفونية وأوركسترية وتتركز معظم فرق البلاك ميتال السمفونى في أوروبا.

## الخصائص
البلاك ميتال السمفونى هو نوع فرعى من موسيقى البلاك ميتال يتضمن عناصر أوركسترية وسمفونية وقد يتضمن هذا استخدام الآلات اللحنية التي توجد بمقاطع الأوركيسترا السمفونية (كالآلات الوترية، آلات نفخ نحاسية، آلات نفخ خشبية، وآلات المفاتيح). قد تضمن بعض الأصوات «النظيفة» أو الأوبرية وبنيات الأغاني عادة ما تكون مستوحاة من السمفونيات ومع ذلك يحتفظ بالعديد من خصائص البلاك ميتال التقليدى مثل الغناء الصارخ، الإيقاع السريع، والجيتارات الكهربائية عالية النبرة، واستخدام أسلوب التريميلو في العزف.